# Сергеево (Шуйский район)
Серге́ево — село в Шуйском районе Ивановской области России, входит в состав Остаповского сельского поселения.

## География
Расположено в южной части Шуйского района, в 7 км к югу от города Шуя. Село расположилось на левом берегу реки Теза, рядом находится система шлюзов.

## Достопримечательности
- Воскресенско-Фёдоровский монастырь, основан в 1889 году.
- Шуйский сельскохозяйственный колледж, закрыт в 2014 году.
- Шлюзы на реке Теза

## Население
| 1859 | 1905 |
| ---- | ---- |
| 117  | 12   |

| 1859 | 1905 | 2010 |
| ---- | ---- | ---- |
| 117  | ↘12  | ↗507 |